# San Francisco Tlaltica
San Francisco Tlaltica är en ort i kommunen Otumba i delstaten Mexiko i Mexiko. Samhället hade 2 309 invånare vid folkräkningen år 2020.